# Le Grand Voyage
Le Grand Voyage é um filme da franco-marroquino de 2004, do gênero drama, dirigido por Ismaël Ferroukhi sendo o primeiro filme para o cinema deste diretor.

## Sinopse
Um jovem é obrigado a levar seu pai, com quem não tem bom relacionamento, do sul da França até Meca.

## Elenco
- Nicolas Cazalé .... Reda
- Mohamed Majd .... Pai
- Jacky Nercessian .... Mustapha
- Kamel Belghazi .... Khalid
- Atik Mohamed .... Ahmad
- Malika Mesrar El Hadaoui .... Mãe
- Ghina Ognianova